# Johann Heinrich Zorn
Johann Heinrich Zorn est un pasteur protestant et un ornithologue allemand, né en 1698 et mort en 1748.

## Biographie
Il est l’auteur d’un ouvrage en deux volumes, Petino- Theologie, oder Versuch die Menschen durch naehere Betrachtung der Voegel zur Bewunderung, Liebe... ihres mächtigsten... Schöpffers aufzumuntern...  (qui peut se traduire par Ornithothéologie, ou Essai pour encourager l’homme, grâce à une attentive observation des oiseaux, à l’admiration, l’amour et le respect de leur puissant, du sage et bon Créateur (1742-1743). Très influencé par l’œuvre, très en avance sur son temps, de l’ornithologue Johann Ferdinand Adam von Pernau (1660-1731). L’objectif de Zorn est de faire admirer à ses lecteurs la puissance divine. Ses observations sont très justes et il est l’un des premiers à observer le rôle de la couleur des oiseaux ou des œufs dans leur camouflage. Il joue un rôle considérable pour la diffusion de l’ornithologie en Allemagne même si son œuvre éthologique avant la lettre, comme celle de von Pernau, ne sera pas poursuivie avant le XXe siècle.

## Source
- Michael Walters (2003). A Concise History of Ornithology, Yale University Press (New Haven, Connecticut) : 255 p.  (ISBN 0-300-09073-0)